# Domenico di Bartolo

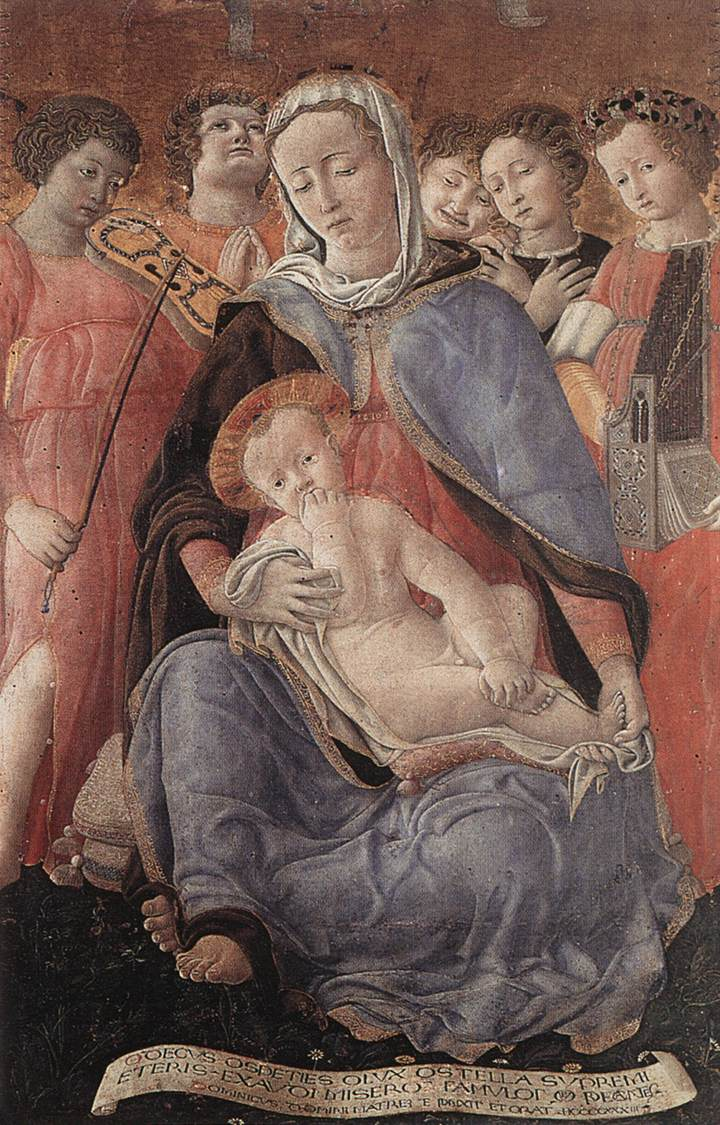
Madonna dell'Umiltà, Siena.

Domenico di Bartolo (h. 1400/1404 – 1445/1447), fue un pintor italiano de la Escuela de Siena nacido en Asciano
Sobrino de Taddeo di Bartolo, fue un pintor deseoso de asimilar las novedades florentinas, en principio con una amplitud figurativa y una claridad cromática que le acercan a Filippo Lippi. Inició su fama con un retrato del emperador Segismundo (h. 1432) para la catedral de Siena, género poco corriente en la ciudad, y poco después consiguió una obra maestra en la Virgen con el Niño y ángeles o Madonna dell'Umiltà (1433), que se encuentra en la Pinacoteca Nacional de Siena, que se mueve en plenos aires renacentistas florentinos, e incluso en el color denota notables modificaciones con respecto a la tradición sienesa. En sus obras posteriores se advierte una regresión hacia el goticismo; sus orientaciones juveniles permanecen tan solo en algunos detalles, como se advierte en la Madonna de la colección Johnson (1437) y en el políptico de Santa Juliana (1438), en Perugia. Trabajó junto con Vecchietta en los frescos de la iglesia de Santa Maria della Scala.